# 氯化筒箭毒碱
氯化筒箭毒碱（英語：Tubocurarine chloride，又简称为D-筒箭毒碱或DTC）是从南美洲防己科植物和番本科植物箭毒中提取的生物碱，为N2胆碱受体阻断药中的一种非去極化型神經肌肉阻斷劑。其为右旋体，左旋体无活性。

## 药理作用
筒箭毒碱可松弛肌肉。静脉注射后，各部肌肉按顺序松弛：首先为眼与头部肌肉，其次为颈部、四肢、躯干肌，然后为肋间肌，最后为膈肌。药效消散后恢复的次序与之相反。筒箭毒碱对中枢神经系统无影响，大剂量使用时对神经节有一定阻断作用。其还可促进组胺的释放。

## 临床应用
筒箭毒碱用于辅助全身麻醉。常与乙醚配伍，以增强肌松效果。